# Korana jezik
Korana jezik (ǃkora, ǃora, gorachouqua, koranna, koraqua; ISO 639-3: kqz), jedan od tri jezika kojsanske podskupine nama, kojim danas ne govori više nitko od 10 000 etničkih pripadnika istoimenog hotentotskog nomadskog plemena Korana. 
Prema starijim podacima bilo je 50 govornika 1977. (Voegelin and Voegelin)

## Vanjske poveznice
- Ethnologue (15th)